# Podnapisi.NET
Podnapisi.NET je slovenski spletni portal s podnapisi. Zaživel je junija 2003. Na njem lahko registrirani uporabniki objavljajo podnapise.
Stran je upravljal zdaj že propadli s.p. Unimatrix-One.